# Oberea subelongatipennis
Oberea subelongatipennis là một loài bọ cánh cứng trong họ Cerambycidae.